# 佛山地铁6号线
佛山地铁6号线是佛山地铁的一条規劃线路，屬於城市軌道交通系統。全程大致呈南北走向，連接佛山市順德區、禪城區、南海區以及廣州市白雲區。
目前6號線的世紀蓮至新城東段作為廣佛地鐵二期的一段，已於2016年12月28日開通運營。延長段則作為6號線一期（南村─世纪莲、新城東─石圍塘），曾作为佛山市城市轨道交通第二期建设规划方案的候选线路之一。惟最终未能进入第二期建设规划（2021至2026年）当中。

## 概要
6號線南起順德區樂從鎮南村，沿佛山大道南往北行進，然後大致轉向東，進入裕和路。隨後在華陽橋腳附近轉向東北偏北，下穿潭洲水道進入陳村鎮。穿過花卉世界後轉為西北，下穿東平水道進入桂瀾路，經過禪城區奇槎後隨即進入南海區。隨後在佛平二路口附近斜穿𧒽崗公園進入燈湖西路繼續往北，下穿佛山水道後轉入聯河路、嶺南路、桂和路大致往北延長，經里水镇进入广州市，再经槎头站进入国铁白云站，之后转入齐心路、金园路往东，再转入白云大道往东北行走，至白云东平站为终点。

## 歷史
在早期規劃中，6號線起始於南海九江，經順德龍江大致往東北方向延伸，進入樂從。經過現佛山新城和陳村花卉世界之後進入桂瀾路行走。再轉入佛平路、南港路進入南海區平洲。
2014年下半年，佛山市軌道交通線網重新修編，因南海新交通定線行經佛平路，6號線故而放棄佛平路及以東一段的原規劃走線，改為繼續往北延伸進入里水镇，取代原規劃5號線至里水镇的支線，並最終經潯峰洲延長至廣州市白雲區西部的同德圍地區。南端則縮短至樂從鎮南村，佛山大道以南至九江一段轉交予5號線。其後遠期線網規劃进一步調整，里水镇至广州一段截出作為8號線的一部分，6號線另外往北延長。但目前的线网规划再一次调整后，梳理了5、6、8号线在南海北部的走线，里水镇至广州一段重新划归6号线。
而广州段的岗贝至白云公园一段曾为广州12号线的规划线位，后来因广州12号线改经广州白云站（棠溪站）而不再使用，该线位后来转交由佛山6号线使用。同时广州段亦继续行走白云大道往东北延伸，填补沿线云溪公园站至白云东平站之间的地铁覆盖空白。
另外，在第二期建设规划上报前，曾计划把規劃中6號線南村至廣佛路口段以及现属8號線的廣佛路口至石圍塘段組合成6號線一期進行建設和運營，遠期再予以拆解延長，恢复線網規劃。

## 車站
6號線屬於規劃線路，目前尚未有可靠資料能提供它的車站列表。目前已知该线有16站與已知在建或規劃線路換乘。

### 換乘站
- 樂從大道站：换乘14号线。14號線為遠期規劃線路，預留情況未知。
- 小布站：换乘廣佛地鐵。兩線十字交叉，而且本站將是廣佛地鐵拆解後與6號線的換乘站，預計兩線車站將統一設計和建設。
- 東平站：换乘3號線和廣州地鐵28號線。本站作為廣佛地鐵二期車站建造時已經为3号线作出相應預留。
- 花卉世界站：换乘2号线。兩線十字交叉，2號線建造時已经作出相應預留。
- 石肯站：换乘4号线。兩線十字交叉，4號線建造時将作出相應預留。
- 南桂路站：换乘廣佛地鐵。兩線大致平行，因廣佛地鐵建造时没有作出预留，预计需经过站廳通道换乘。
- 海五路站：换乘7号线。7號線為遠期規劃線路，預留情況未知。
- 穗盐西路站：换乘廣州地鐵28號線。廣州28號線為遠期規劃線路，預留情況未知。
- 西洲站：换乘广州地铁12号线和廣州地鐵13號線。目前槎头站建设时将预留条件，供未来6号线进行扩建，实现站厅换乘。
- 石潭站：换乘廣州地鐵8號線。
- 廣州白雲站：换乘广州地铁12号线、广州地铁22号线和广州地铁24号线。车站将设于国铁白云站东广场，地鐵樞紐車站隨國鐵車站統一設計，同步建成。本站在广州12號線和24號線的站台预留L型節點与佛山6号线換乘；以及與位於国铁白云站西廣場的广州22号线以及預留規劃新線進行站廳換乘。
- 岗贝站：换乘廣州地鐵14號線。
- 白云公园站：换乘廣州地鐵2號線。广州2号线建设时预留了下层岛式站台部分结构，预计6号线可能会扩建并使用该结构。
- 广州体育馆站：换乘廣州地鐵12號線。广州12号线建设时已预留位置，供未来与6号线实现平行站厅换乘。
- 白云大道北站：换乘廣州地鐵3號線。
- 白云东平站：换乘廣州地鐵14號線和廣州地鐵18號線。

## 列車
因6號線是由廣佛地鐵二期拆解延長所得，相關車站土建已按照6節B型列車編組規模進行施工。因此6號線列車編組將維持6節B型編組不變。